# Chrysobothris octocola
Chrysobothris octocola es una especie de escarabajo del género Chrysobothris, familia Buprestidae. Fue descrita científicamente por LeConte en 1858.
Mide 17 mm.